# Pseudomicrodes varia
Pseudomicrodes varia là một loài bướm đêm trong họ Noctuidae.